# Redningssvømmer i Danmark
En redningssvømmer er en person, der er trænet i at udføre redningsoperationer i såvel kystnære farvande (ligesom en livredder) som også i åbne farvande.

## Flyvevåbnets redningssvømmere
De fleste danske redningssvømmere er fra flyvevåbnets eskadrille 722, hvor de er en del af personellet i AgustaWestland AW-101 helikopterne, og tidligere i Sikorsky S-61. Redningssvømmerne skal, inden de starter på uddannelsen være fuldt kvalificerede helikopterteknikere og får et 4 ugers kursus hos søværnets frømandskorps, efterfuldt af et 2 ugers førstehjælps/PHTLS-kursus.

## Søværnets redningssvømmere
Søværnets redningssvømmere er personel fra inspektionsskibene, der er dykkere. De arbejder fra den Seahawk Helikopter (fra Søværnets Helikoptertjeneste) der er stationeret om bord på inspektionsskibet i områderne omkring Grønland, Færøerne og nogle gange også Island. Ud over de 6-10 ugers dykkeruddannelse, ved Søværnets Dykkerskole, får personellet et 2 dages dunker-kursus, hvor de lærer om helikopterstyrt.

## Stationstjenesternes redningssvømmere
Nogle af de danske redningsstationer (under Kystredningstjenesten i Farvandsvæsnet), har personel der er uddannet til at varetage redningssvømmertjenesten, fra redningsstationernes skibe.
| Beredskabet | Spire Denne artikel om beredskabet er en spire som bør udbygges. Du er velkommen til at hjælpe Wikipedia ved at udvide den. |